# Tadeusz Szwagrzyk
Tadeusz Stanisław Szwagrzyk (ur. 14 listopada 1923 w Lgocie Wielkiej, zm. 7 grudnia 1992 w Krakowie) – polski duchowny rzymskokatolicki, doktor prawa kanonicznego, biskup pomocniczy częstochowski w latach 1965–1992.

## Życiorys
Urodził się 14 listopada 1923 w Lgocie Wielkiej. W 1937 rozpoczął naukę w Gimnazjum Ogólnokształcącym w Sosnowcu, ale jeszcze w tym samym roku przeniósł się do Niższego Seminarium Duchownego Księży Orionistów w Zduńskiej Woli. W czasie okupacji uczęszczał na tajne komplety, w 1943 zdał konspiracyjną maturę. Działał w Armii Krajowej jako łącznik. W 1945 uzyskał świadectwo dojrzałości w Gimnazjum i Liceum Humanistycznym im. Tadeusza Kościuszki w Miechowie. W latach 1945–1949 zdobywał formację kapłańską w Częstochowskim Wyższym Seminarium Duchownym w Krakowie i odbył studia na Wydziale Teologicznym Uniwersytetu Jagiellońskiego, które ukończył z magisterium z teologii. Wyświęcony na prezbitera został 5 czerwca 1949 w katedrze św. Rodziny w Częstochowie przez miejscowego biskupa diecezjalnego Teodora Kubinę. W latach 1951–1954 kontynuował studia na Wydziale Prawa Kanonicznego Katolickiego Uniwersytetu Lubelskiego, gdzie w 1953 uzyskał licencjat z prawa kanonicznego, zaś doktorat otrzymał na Wydziale Teologicznym Uniwersytetu Jagiellońskiego na podstawie dysertacji Tabernakulum ołtarzowe w prawie kanonicznym.
W latach 1949–1951 pracował jako wikariusz w parafii św. Jakuba Apostoła w Krzepicach, gdzie również był prefektem w miejscowych szkołach. W czasie studiów w Lublinie dalej nauczał religii w krzepickim liceum, jako że władze państwowe nie udzieliły jego następcy zgody na nauczanie. W 1954 wobec nieuzyskania pozwolenia władz państwowych na objęcie funkcji notariusza kurialnego został mianowany wikariuszem parafii św. Barbary w Częstochowie i przydzielony na zastępstwo do pracy w notariacie kurii. W latach 1956–1962 redagował „Kalendarz Liturgiczny Diecezji Częstochowskiej”. W latach 1959–1961 był referentem kurialnym ds. zakonnych, w 1964 został egzaminatorem prosynodalnym.
Od 1955 wykładał prawo kanoniczne i liturgikę w seminarium częstochowskim, w latach 1956–1962 był jego prefektem, a w latach 1962–1964 wicerektorem. Wykłady z prawa kanonicznego podjął także w innych seminariach w Krakowie: krakowskim, śląskim, zmartwychwstańców, paulinów, cystersów oraz sercanów w Stadnikach, a z liturgiki w Wyższym Instytucie Katechetycznym w Krakowie. W 1962 został zastępcą profesora na Papieskim Wydziale Teologicznym w Krakowie.
3 listopada 1964 papież Paweł VI mianował go biskupem pomocniczym diecezji częstochowskiej ze stolicą tytularną Ita. Święcenia biskupie otrzymał 7 lutego 1965 w bazylice katedralnej Świętej Rodziny w Częstochowie. Konsekrował go Stefan Bareła, tamtejszy biskup diecezjalny, w asyście Franciszka Jopa, delegata prymasa Polski z uprawnieniami biskupa rezydencjalnego w Opolu, i Stanisława Czajki, biskupa pomocniczego częstochowskiego. Na zawołanie biskupie wybrał słowa „Ut unum sint” (Aby byli jedno). Jako biskup mieszkał w Niższym Seminarium Duchownym w Częstochowie, zabezpieczając w ten sposób szkołę przed zamknięciem i przejęciem jej budynku przez władze komunistyczne. Od 1965 był wikariuszem generalnym diecezji. W kurii diecezjalnej został ustanowiony przewodniczącym komisji liturgicznej, wydziałów administracji ogólnej, katechetycznego, nauki kościelnej i spraw zakonnych. Przewodniczył komisji głównej II synodu diecezjalnego odbywającego w latach 1978–1985. W 1965 został ustanowiony kanonikiem gremialnym kapituły katedralnej, a gdy w tym samym roku zmarł biskup Stanisław Czajka objął godność jej prepozyta. W 1984 po śmierci biskupa Stefana Bareły zarządzał diecezją w charakterze wikariusza kapitulnego. Z nominacji prymasa Stefana Wyszyńskiego był od 1968 kuratorem klasztoru Karmelitanek Bosych w Częstochowie z uprawnieniami prowincjała oraz asystentem duchownym Federacji Klasztorów Sióstr Bernardynek w Polsce, a od 1977 kuratorem Zgromadzenia Sióstr Uczennic Boskiego Mistrza.
W Konferencji Episkopatu Polski należał do Komisji ds. Duchowieństwa, Komisji ds. Liturgii i Komisji ds. Renowacji Obrazu Jasnogórskiego. W 1965 uczestniczył w IV sesji soboru watykańskiego II. Asystował w sakrach częstochowskich biskupów pomocniczych: Franciszka Musiela (1966) i Miłosława Kołodziejczyka (1978).
Był konfratrem zakonu paulinów.
Zmarł 7 grudnia 1992 w Krakowie, gdzie przebywał na leczeniu klinicznym po wylewie krwi do mózgu. 10 grudnia 1992 został pochowany w krypcie kościoła Przemienienia Pańskiego na cmentarzu Kule w Częstochowie.